# 14e étape du Tour de France 2021
Pour un article plus général, voir Tour de France 2021.
La 14e étape du Tour de France 2021 se déroule le samedi 10 juillet 2021 entre Carcassonne et Quillan, sur une distance de 183,7 kilomètres.

## Parcours
- Carcassonne (alt. 130 m)
- Montréal
- Belvèze-du-Razès
- Peyrefitte-du-Razès
- Col du Bac (alt. 620 m)
- Chalabre
- La Bastide-sur-l'Hers
- Lavelanet
- Col de Montségur (alt. 1 056 m)
- Bélesta
- Col de la Croix des Morts (alt. 899 m), inédit
- Espezel
- Côte de Galinagues (alt. 948 m)
- Gesse (alt. 567 m)
- Axat
- Col Campérié (alt. 511 m)
- Caudiès-de-Fenouillèdes
- Col de Saint-Louis (alt. 696 m), inédit
- Quillan (alt. 291 m)

## Résultats

### Classement de l'étape
| Classement de la 14e étape | Classement de la 14e étape | Classement de la 14e étape | Classement de la 14e étape         | Classement de la 14e étape |
|                            | Coureur                    | Pays                       | Équipe                             | Temps                      |
| -------------------------- | -------------------------- | -------------------------- | ---------------------------------- | -------------------------- |
| 1er                        | Bauke Mollema              | Pays-Bas                   | Trek-Segafredo                     | en 4 h 16 min 16 s         |
| 2e                         | Patrick Konrad             | Autriche                   | Bora-Hansgrohe                     | + 1 min 4 s                |
| 3e                         | Sergio Higuita             | Colombie                   | EF Education-Nippo                 | + 1 min 4 s                |
| 4e                         | Mattia Cattaneo            | Italie                     | Deceuninck-Quick Step              | + 1 min 6 s                |
| 5e                         | Michael Woods              | Canada                     | Israel Start-Up Nation             | + 1 min 10 s               |
| 6e                         | Omar Fraile                | Espagne                    | Astana-Premier Tech                | + 1 min 25 s               |
| 7e                         | Élie Gesbert               | France                     | Arkéa-Samsic                       | + 1 min 25 s               |
| 8e                         | Quentin Pacher             | France                     | B&B Hotels p/b KTM                 | + 1 min 25 s               |
| 9e                         | Louis Meintjes             | Afrique du Sud             | Intermarché-Wanty-Gobert Matériaux | + 1 min 26 s               |
| 10e                        | Esteban Chaves             | Colombie                   | BikeExchange                       | + 1 min 28 s               |
| modifier                   |                            |                            |                                    |                            |

### Points attribués
| Sprint intermédiaire Lavelanet (km 76,7) | Sprint intermédiaire Lavelanet (km 76,7) | Sprint intermédiaire Lavelanet (km 76,7) | Sprint intermédiaire Lavelanet (km 76,7) | Sprint intermédiaire Lavelanet (km 76,7) |
| ---------------------------------------- | ---------------------------------------- | ---------------------------------------- | ---------------------------------------- | ---------------------------------------- |
|                                          | Coureur                                  | Pays                                     | Équipe                                   | Point(s)                                 |
| 1er                                      | Jonas Rickaert                           | Belgique                                 | Alpecin-Fenix                            | 20                                       |
| 2e                                       | Dries Devenyns                           | Belgique                                 | Deceuninck-Quick Step                    | 17                                       |
| 3e                                       | Toms Skujiņš                             | Lettonie                                 | Trek-Segafredo                           | 15                                       |
| 4e                                       | Kristian Sbaragli                        | Italie                                   | Alpecin-Fenix                            | 13                                       |
| 5e                                       | Maxime Chevalier                         | France                                   | B&B Hotels p/b KTM                       | 11                                       |
| 6e                                       | Anthony Turgis                           | France                                   | TotalEnergies                            | 10                                       |
| 7e                                       | Michael Matthews                         | Australie                                | Team BikeExchange                        | 9                                        |
| 8e                                       | Sonny Colbrelli                          | Italie                                   | Bahrain Victorious                       | 8                                        |
| 9e                                       | Julien Bernard                           | France                                   | Trek-Segafredo                           | 7                                        |
| 10e                                      | Dorian Godon                             | France                                   | AG2R Citroën                             | 6                                        |
| 11e                                      | Cyril Gautier                            | France                                   | B&B Hotels p/b KTM                       | 5                                        |
| 12e                                      | Magnus Cort Nielsen                      | Danemark                                 | EF Education-Nippo                       | 4                                        |
| 13e                                      | Jasper Philipsen                         | Belgique                                 | Alpecin-Fenix                            | 3                                        |
| 14e                                      | Jan Bakelants                            | Belgique                                 | Intermarché-Wanty-Gobert Matériaux       | 2                                        |
| 15e                                      | Iván García Cortina                      | Espagne                                  | Movistar                                 | 1                                        |
| modifier                                 |                                          |                                          |                                          |                                          |

| Arrivée d'étape Quillan (km 183,7) | Arrivée d'étape Quillan (km 183,7) | Arrivée d'étape Quillan (km 183,7) | Arrivée d'étape Quillan (km 183,7) | Arrivée d'étape Quillan (km 183,7) |
| ---------------------------------- | ---------------------------------- | ---------------------------------- | ---------------------------------- | ---------------------------------- |
|                                    | Coureur                            | Pays                               | Équipe                             | Point(s)                           |
| 1er                                | Bauke Mollema                      | Pays-Bas                           | Trek-Segafredo                     | 30                                 |
| 2e                                 | Patrick Konrad                     | Autriche                           | Bora-Hansgrohe                     | 25                                 |
| 3e                                 | Sergio Higuita                     | Colombie                           | EF Education-Nippo                 | 22                                 |
| 4e                                 | Mattia Cattaneo                    | Italie                             | Deceuninck-Quick Step              | 19                                 |
| 5e                                 | Michael Woods                      | Canada                             | Israel Start-Up Nation             | 17                                 |
| 6e                                 | Omar Fraile                        | Espagne                            | Astana-Premier Tech                | 15                                 |
| 7e                                 | Élie Gesbert                       | France                             | Arkéa-Samsic                       | 13                                 |
| 8e                                 | Quentin Pacher                     | France                             | B&B Hotels p/b KTM                 | 11                                 |
| 9e                                 | Louis Meintjes                     | Afrique du Sud                     | Intermarché-Wanty-Gobert Matériaux | 9                                  |
| 10e                                | Esteban Chaves                     | Colombie                           | BikeExchange                       | 7                                  |
| 11e                                | Guillaume Martin                   | France                             | Cofidis                            | 6                                  |
| 12e                                | Valentin Madouas                   | France                             | Groupama-FDJ                       | 5                                  |
| 13e                                | Wout Poels                         | Pays-Bas                           | Bahrain Victorious                 | 4                                  |
| 14e                                | Pierre Rolland                     | France                             | B&B Hotels p/b KTM                 | 3                                  |
| 15e                                | Brandon McNulty                    | États-Unis                         | UAE Emirates                       | 2                                  |
| modifier                           |                                    |                                    |                                    |                                    |

### Bonifications en temps
|   | Coureur        | Pays     | Équipe                 | Secondes |
| - | -------------- | -------- | ---------------------- | -------- |
| 1 | Bauke Mollema  | Pays-Bas | Trek-Segafredo         | 8 s      |
| 2 | Michael Woods  | Canada   | Israel Start-Up Nation | 5 s      |
| 3 | Sergio Higuita | Colombie | EF Education-Nippo     | 2 s      |

|   | Coureur        | Pays     | Équipe             | Secondes |
| - | -------------- | -------- | ------------------ | -------- |
| 1 | Bauke Mollema  | Pays-Bas | Trek-Segafredo     | 10 s     |
| 2 | Patrick Konrad | Autriche | Bora-Hansgrohe     | 6 s      |
| 3 | Sergio Higuita | Colombie | EF Education-Nippo | 4 s      |

### Cols et côtes
| Col du Bac (km 50,9) 3e catégorie (3,1 km à 5,3 %) | Col du Bac (km 50,9) 3e catégorie (3,1 km à 5,3 %) | Col du Bac (km 50,9) 3e catégorie (3,1 km à 5,3 %) | Col du Bac (km 50,9) 3e catégorie (3,1 km à 5,3 %) | Col du Bac (km 50,9) 3e catégorie (3,1 km à 5,3 %) |
| -------------------------------------------------- | -------------------------------------------------- | -------------------------------------------------- | -------------------------------------------------- | -------------------------------------------------- |
|                                                    | Coureur                                            | Pays                                               | Équipe                                             | Point(s)                                           |
| 1er                                                | Kristian Sbaragli                                  | Italie                                             | Alpecin-Fenix                                      | 2                                                  |
| 2e                                                 | Toms Skujiņš                                       | Lettonie                                           | Trek-Segafredo                                     | 1                                                  |
| modifier                                           |                                                    |                                                    |                                                    |                                                    |

| Col de Montségur (km 89) 2e catégorie (4,2 km à 8,7 %) | Col de Montségur (km 89) 2e catégorie (4,2 km à 8,7 %) | Col de Montségur (km 89) 2e catégorie (4,2 km à 8,7 %) | Col de Montségur (km 89) 2e catégorie (4,2 km à 8,7 %) | Col de Montségur (km 89) 2e catégorie (4,2 km à 8,7 %) |
| ------------------------------------------------------ | ------------------------------------------------------ | ------------------------------------------------------ | ------------------------------------------------------ | ------------------------------------------------------ |
|                                                        | Coureur                                                | Pays                                                   | Équipe                                                 | Point(s)                                               |
| 1er                                                    | Wout Poels                                             | Pays-Bas                                               | Bahrain Victorious                                     | 5                                                      |
| 2e                                                     | Michael Woods                                          | Canada                                                 | Israel Start-Up Nation                                 | 3                                                      |
| 3e                                                     | Mattia Cattaneo                                        | Italie                                                 | Deceuninck-Quick Step                                  | 2                                                      |
| 4e                                                     | Esteban Chaves                                         | Colombie                                               | Team BikeExchange                                      | 1                                                      |
| modifier                                               |                                                        |                                                        |                                                        |                                                        |

| Col de la Croix des Morts (km 110,3) 2e catégorie (6,8 km à 5,7 %) | Col de la Croix des Morts (km 110,3) 2e catégorie (6,8 km à 5,7 %) | Col de la Croix des Morts (km 110,3) 2e catégorie (6,8 km à 5,7 %) | Col de la Croix des Morts (km 110,3) 2e catégorie (6,8 km à 5,7 %) | Col de la Croix des Morts (km 110,3) 2e catégorie (6,8 km à 5,7 %) |
| ------------------------------------------------------------------ | ------------------------------------------------------------------ | ------------------------------------------------------------------ | ------------------------------------------------------------------ | ------------------------------------------------------------------ |
|                                                                    | Coureur                                                            | Pays                                                               | Équipe                                                             | Point(s)                                                           |
| 1er                                                                | Michael Woods                                                      | Canada                                                             | Israel Start-Up Nation                                             | 5                                                                  |
| 2e                                                                 | Wout Poels                                                         | Pays-Bas                                                           | Bahrain Victorious                                                 | 3                                                                  |
| 3e                                                                 | Mattia Cattaneo                                                    | Italie                                                             | Deceuninck-Quick Step                                              | 2                                                                  |
| 4e                                                                 | Guillaume Martin                                                   | France                                                             | Cofidis                                                            | 1                                                                  |
| modifier                                                           |                                                                    |                                                                    |                                                                    |                                                                    |

| Côte de Galinagues (km 126,3) 3e catégorie (2,2 km à 9,0 %) | Côte de Galinagues (km 126,3) 3e catégorie (2,2 km à 9,0 %) | Côte de Galinagues (km 126,3) 3e catégorie (2,2 km à 9,0 %) | Côte de Galinagues (km 126,3) 3e catégorie (2,2 km à 9,0 %) | Côte de Galinagues (km 126,3) 3e catégorie (2,2 km à 9,0 %) |
| ----------------------------------------------------------- | ----------------------------------------------------------- | ----------------------------------------------------------- | ----------------------------------------------------------- | ----------------------------------------------------------- |
|                                                             | Coureur                                                     | Pays                                                        | Équipe                                                      | Point(s)                                                    |
| 1er                                                         | Wout Poels                                                  | Pays-Bas                                                    | Bahrain Victorious                                          | 2                                                           |
| 2e                                                          | Michael Woods                                               | Canada                                                      | Israel Start-Up Nation                                      | 1                                                           |
| modifier                                                    |                                                             |                                                             |                                                             |                                                             |

| Col de Saint-Louis (km 166,8) 2e catégorie (4,7 km à 7,4 %) | Col de Saint-Louis (km 166,8) 2e catégorie (4,7 km à 7,4 %) | Col de Saint-Louis (km 166,8) 2e catégorie (4,7 km à 7,4 %) | Col de Saint-Louis (km 166,8) 2e catégorie (4,7 km à 7,4 %) | Col de Saint-Louis (km 166,8) 2e catégorie (4,7 km à 7,4 %) |
| ----------------------------------------------------------- | ----------------------------------------------------------- | ----------------------------------------------------------- | ----------------------------------------------------------- | ----------------------------------------------------------- |
|                                                             | Coureur                                                     | Pays                                                        | Équipe                                                      | Point(s)                                                    |
| 1er                                                         | Bauke Mollema                                               | Pays-Bas                                                    | Trek-Segafredo                                              | 5                                                           |
| 2e                                                          | Michael Woods                                               | Canada                                                      | Israel Start-Up Nation                                      | 3                                                           |
| 3e                                                          | Sergio Higuita                                              | Colombie                                                    | EF Education-Nippo                                          | 2                                                           |
| 4e                                                          | Patrick Konrad                                              | Autriche                                                    | Bora-Hansgrohe                                              | 1                                                           |
| modifier                                                    |                                                             |                                                             |                                                             |                                                             |

### Prix de la combativité
- Bauke Mollema (Trek-Segafredo)

## Classements à l'issue de l'étape

### Classement général
| Classement général | Classement général | Classement général | Classement général    | Classement général  |
|                    | Coureur            | Pays               | Équipe                | Temps               |
| ------------------ | ------------------ | ------------------ | --------------------- | ------------------- |
| 1er                | Tadej Pogačar      | Slovénie           | UAE Team Emirates     | en 56 h 50 min 21 s |
| 2e                 | Guillaume Martin   | France             | Cofidis               | + 4 min 4 s         |
| 3e                 | Rigoberto Urán     | Colombie           | EF Education-Nippo    | + 5 min 18 s        |
| 4e                 | Jonas Vingegaard   | Danemark           | Jumbo-Visma           | + 5 min 32 s        |
| 5e                 | Richard Carapaz    | Équateur           | Ineos Grenadiers      | + 5 min 33 s        |
| 6e                 | Ben O'Connor       | Australie          | AG2R Citroën          | + 5 min 58 s        |
| 7e                 | Wilco Kelderman    | Pays-Bas           | Bora-Hansgrohe        | + 6 min 16 s        |
| 8e                 | Alexey Lutsenko    | Kazakhstan         | Astana-Premier Tech   | + 6 min 30 s        |
| 9e                 | Enric Mas          | Espagne            | Movistar              | + 7 min 11 s        |
| 10e                | Mattia Cattaneo    | Italie             | Deceuninck-Quick Step | + 9 min 48 s        |
| modifier           |                    |                    |                       |                     |

| Classement par points | Classement par points | Classement par points | Classement par points | Classement par points |
| --------------------- | --------------------- | --------------------- | --------------------- | --------------------- |
|                       | Coureur               | Pays                  | Équipe                | Point(s)              |
| 1er                   | Mark Cavendish        | Royaume-Uni           | Deceuninck-Quick Step | 279 points            |
| 2e                    | Michael Matthews      | Australie             | Team BikeExchange     | 187 pts               |
| 3e                    | Jasper Philipsen      | Belgique              | Alpecin-Fenix         | 174 pts               |
| 4e                    | Sonny Colbrelli       | Italie                | Bahrain Victorious    | 159 pts               |
| 5e                    | Julian Alaphilippe    | France                | Deceuninck-Quick Step | 131 pts               |
| 6e                    | Nacer Bouhanni        | France                | Arkéa-Samsic          | 126 pts               |
| 7e                    | Tadej Pogačar         | Slovénie              | UAE Team Emirates     | 103 pts               |
| 8e                    | Wout van Aert         | Belgique              | Jumbo-Visma           | 100 pts               |
| 9e                    | Michael Mørkøv        | Danemark              | Deceuninck-Quick Step | 95 pts                |
| 10e                   | Bauke Mollema         | Pays-Bas              | Trek-Segafredo        | 76 pts                |
| modifier              |                       |                       |                       |                       |

| Classement du meilleur grimpeur | Classement du meilleur grimpeur | Classement du meilleur grimpeur | Classement du meilleur grimpeur | Classement du meilleur grimpeur |
| ------------------------------- | ------------------------------- | ------------------------------- | ------------------------------- | ------------------------------- |
|                                 | Coureur                         | Pays                            | Équipe                          | Point(s)                        |
| 1er                             | Michael Woods                   | Canada                          | Israel Start-Up Nation          | 54 points                       |
| 2e                              | Nairo Quintana                  | Colombie                        | Arkéa-Samsic                    | 50 pts                          |
| 3e                              | Wout Poels                      | Pays-Bas                        | Bahrain Victorious              | 49 pts                          |
| 4e                              | Wout van Aert                   | Belgique                        | Jumbo-Visma                     | 43 pts                          |
| 5e                              | Bauke Mollema                   | Pays-Bas                        | Trek-Segafredo                  | 41 pts                          |
| 6e                              | Kenny Elissonde                 | France                          | Trek-Segafredo                  | 27 pts                          |
| 7e                              | Tadej Pogačar                   | Slovénie                        | UAE Team Emirates               | 26 pts                          |
| 8e                              | Ben O'Connor                    | Australie                       | AG2R Citroën                    | 24 pts                          |
| 9e                              | Sergio Higuita                  | Colombie                        | EF Education-Nippo              | 24 pts                          |
| 10e                             | Julian Alaphilippe              | France                          | Deceuninck-Quick Step           | 20 pts                          |
| modifier                        |                                 |                                 |                                 |                                 |

| Classement général du meilleur jeune | Classement général du meilleur jeune | Classement général du meilleur jeune | Classement général du meilleur jeune | Classement général du meilleur jeune |
|                                      | Coureur                              | Pays                                 | Équipe                               | Temps                                |
| ------------------------------------ | ------------------------------------ | ------------------------------------ | ------------------------------------ | ------------------------------------ |
| 1er                                  | Tadej Pogačar                        | Slovénie                             | UAE Team Emirates                    | en 56 h 50 min 21 s                  |
| 2e                                   | Jonas Vingegaard                     | Danemark                             | Jumbo-Visma                          | + 5 min 32 s                         |
| 3e                                   | Aurélien Paret-Peintre               | France                               | AG2R Citroën                         | + 24 min 44 s                        |
| 4e                                   | David Gaudu                          | France                               | Groupama-FDJ                         | + 30 min 51 s                        |
| 5e                                   | Sergio Higuita                       | Colombie                             | EF Education-Nippo                   | + 49 min 4 s                         |
| 6e                                   | Valentin Madouas                     | France                               | Groupama-FDJ                         | + 1 h 21 min 36 s                    |
| 7e                                   | Mark Donovan                         | Royaume-Uni                          | Team DSM                             | + 1 h 24 min 38 s                    |
| 8e                                   | Neilson Powless                      | États-Unis                           | EF Education-Nippo                   | + 1 h 34 min 53 s                    |
| 9e                                   | Jonas Rutsch                         | Allemagne                            | EF Education-Nippo                   | + 1 h 40 min 45 s                    |
| 10e                                  | Brent Van Moer                       | Belgique                             | Lotto-Soudal                         | + 1 h 41 min 48 s                    |
| modifier                             |                                      |                                      |                                      |                                      |

| Classement par équipes | Classement par équipes | Classement par équipes | Classement par équipes |
|                        | Équipe                 | Pays                   | Temps                  |
| ---------------------- | ---------------------- | ---------------------- | ---------------------- |
| 1re                    | Bahrain Victorious     | Bahreïn                | en 171 h 22 min 59 s   |
| 2e                     | EF Education-Nippo     | États-Unis             | + 13 min 19 s          |
| 3e                     | AG2R Citroën           | France                 | + 16 min 21 s          |
| 4e                     | Ineos Grenadiers       | Royaume-Uni            | + 20 min 48 s          |
| 5e                     | Bora-Hansgrohe         | Allemagne              | + 27 min 3 s           |
| 6e                     | Jumbo-Visma            | Pays-Bas               | + 33 min 8 s           |
| 7e                     | Astana-Premier Tech    | Kazakhstan             | + 40 min 51 s          |
| 8e                     | Trek-Segafredo         | États-Unis             | + 41 min 19 s          |
| 9e                     | Movistar               | Espagne                | + 44 min 42 s          |
| 10e                    | UAE Team Emirates      | Émirats arabes unis    | + 57 min 32 s          |
| modifier               |                        |                        |                        |

## Abandons
- Warren Barguil (Arkéa-Samsic) : non-partant[2]
- Søren Kragh Andersen (Team DSM) : non-partant[2]